# Senis
Senis – miejscowość i gmina we Włoszech, w regionie Sardynia, w prowincji Oristano.
Według danych na rok 2004 gminę zamieszkiwało 576 osób, 36 os./km². Graniczy z Assolo, Asuni, Laconi, Nureci i Villa Sant’Antonio.